# Brandy Norwood
Brandy Rayana Norwood (McComb, Mississipi, 11 de febrer de 1979) és una actriu, productora i cantant estatunidenca que va saltar a la fama al començament de la dècada de 1990. És cosina germana del raper Snoop Dogg.

## Biografia

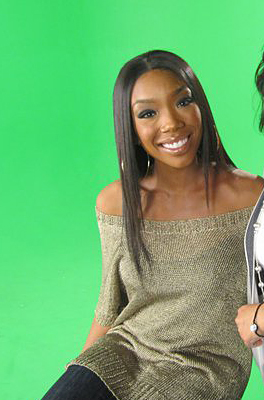
Norwood el 2011

### Infantesa i inicis artístics
Norwood va néixer a McComb, Mississipi i es va educar a Carson, Califòrnia. El seu pare, Willie Ray Norwood, era pastor. Quan Brandy tenia dos anys cantava a la seva església.
La seva mare, Sonja Bats, és la cosina d'un llegendari cantant de blues, Bo Diddley. Brandy era fan de Whitney Houston, i li va dir al seu pare que volia seguir els passos del seu ídol (fins i tot anys més tard va poder compartir escenari amb ella en la pel·lícula "Cinderella", cantant temes com "Impossible").
El 1988, Brandy es va mudar a Califòrnia amb la seva família, on va començar la seva carrera com a actriu i cantant el 1990.

### Carrera professional

#### 1994-1997: Ascens a la fama
El seu primer àlbum va sortir al setembre de 1994 precedit pel single anomenat "I Wanna Be Down" que va ser top 10 en el Billboard Hot 100. A poc a poc, Brandy s'anava guanyant un petit grup de seguidors i durant aquell any, va estar realitzant una petita gira pels col·legis dels EUA.
El 1995 es va llançar el segon single titulat "Baby", més reeixit que el seu anterior single, colant-se en el top 5 fàcilment i rebent el certificat de platí pel milió de singles venuts. Mentrestant Brandy promocionava el seu àlbum que se seguia mantenint en les llistes americanes per poc després ser la telonera del grup de moda en aquells moments, Boyz II men.
Li seguirien els singles de "Best Friend" i "Brokenhearted", llançant una versió més comercial que va tornar a ser un èxit i es va tornar a colar en el top 10 del billboard convertint en un altre èxit per la jove estrella. Aquell any per Brandy va estar ple de nominacions i dels premis més prestigiosos als EUA com els Soul Train, Lady Soul Of Train, Mtv Video Music Awards.
A finals d'any, Brandy va ser convidada a participar en la banda sonora d' "Esperant un Respir", pel·lícula protagonitzada per Whitney Houston. El tema va ser "Sittin up in my room" produït per Babyface; el vídeo va tenir molt èxit en la cadena MTV i VH1 i va aconseguir mantenir-se diverses setmanes en el número 2 del Billboard Hot 100, estant en primera posició Whitney amb "Exhali", tema que també pertanyia a la mateixa banda sonora.
La popularitat de Brandy aniria en augment el 1996, ja que a l'inici de l'any va estrenar un xou anomenat "Moesha", que va anar creixent l'audiència durant tot l'any. A més, al febrer Brandy rebria les seves 2 primeres nominacions al Grammy a la "Millor nova artista" i "Millor interpretació femenina de R&B" pel tema "Baby".
Durant aquell any Brandy va estar molt centrada en el rodatge de la sèrie "Moesha" i a mitjans d'any va gravar una col·laboració amb Chakha Khan, Gladys per a la banda sonora de "Set It Off", el tema es va dir "Missing You" i va arribar al número 25 en el Billboard Hot 100.

#### 1998-2000: Never Say Never
Never Say Never és el segon àlbum de Brandy, que va estrenar el 1998, coincidint amb la seva actuació en la pel·lícula "I Still Know What You Did Last Summer". El disc va sortir a la venda el dia 4 de juny i va ser un èxit mundial; als Estats Units va debutar en el número tres en la llista Billboard 200 i número u en la llista Billboard Top R&B/Hip-Hop àlbums, amb més de 160.000 còpies venudes en la primera setmana, la següent setmana va ascendir al número dos amb 153.000 còpies venudes.
Els dos singles "The Boy Is Mine" i "Have You Ever?" van arribar al número u i van rebre el certificat de triple platí per tres milions de singles venuts d'aquests singles.
Els altres singles "(Everything I Do) I Do It For You", "Never Say Never", "Almost Doesn't Count", "Angel in Disguise" i "Top of the World" també van ser reeixits.
L'àlbum també va arribar al top de 10 de les llistes musicals d'Alemanya, Canadà, Dinamarca i Països Baixos. L'àlbum es va mantenir en el top 20 fins a principis de 1999 i més tard va rebre cinc certificacions de platí per la RIAA, en vendre més de cinc milions d'unitats en país. L'àlbum va guanyar cinc nominacions als premis Grammy, i s'han venut més de 14 milions de còpies a tot el món, sent el seu àlbum més reeixit fins avui.
Stephen Thomas Erlewine de la pàgina web Allmusic, va observar que Brandy va crear un terme mitjà entre les cantants Mariah Carey i Mary J. Blige, barrejant sons "adult contemporanis" amb sons "de carrer". Erlewine va assenyalar que igual que la majoria d'àlbums adult contemporani, Never S-A-I Never està "xopat de farcit", encara que va agregar que la "tènue veu de Brandy" fa que el material mediocre soni convincent. Erlewine també va comentar que el que realment fa que Never S-A-I Never sigui un "disc guanyador" és l'alta qualitat de la producció.
El 1999 Brandy va realitzar la gira mundial Never S-A-I Never tour, amb presentacions a Àsia, Amèrica, Europa i Oceania. La gira va ser molt reeixida i els teloners eren: Ray-J i 702.

#### 2001-2003: Full Moon
Després d'un hiat llarguíssim que va veure el final de la sèrie de televisió Moesha, i una ràfega de titulars de diaris populars que parlen del seu combat amb la "deshidratació", Brandy finalment fa estudis de música a mitjan 2000 per començar el treball en el seu tercer àlbum llavors no titulat amb el productor Rodney Jerkins, i el seu "Darkchild-crew": Fred Jerkins III, Nora Payne, i LaShawn Daniels.
Mentre Jerkins va ser el que més va contribuir a l'àlbum i a més va ser el seu productor executiu, Norwood també va treballar amb els productors Keith Crouch, Mike City, Warryn Campbell, i Robert "Bert Gran" Smith. A més, també cantava amb celebritats com el seu germà Ray-J, el rei del pop Michael Jackson, el cantant de R&B Joe Babyface, Soulshock i Karlin, els Neptunos, i el raper Ja Rule, però cap de les cançons escrites amb ells va fer el final tracklisting. L'any 2002, quan va treure el seu tercer disc, Full Moon, ja era una eminència en el món de la música nord-americana. Full Moon va sortir a la venda el dia 25 de febrer. Segons Brandy, la productora li va donar un topall d'un any per gravar el disc.
Després de separar-se de la seva sèrie de televisió Moesha, Brandy va confessar que no havia tingut ni un minut de descans.
La rebuda de la crítica va ser generalment bona. A pesar que l'àlbum va ser nominat en les categories "Millor àlbum de R&B", i "Millor remix cançó", per a dues Grammys, la crítica era bastant bona. Mentre que molts crítics professionals veien molts paral·lelismes de Full Moon amb l'àlbum "Invincible" de Michael Jackson.

#### 2004-2005: Afrodisiac
El 2004 ja va publicar el quart CD amb el títol Afrodisiac. L'àlbum només va vendre un milió de còpies, per la mala promoció.

#### 2006-2008: Human
Durant els primers mesos de 2006 va estar viatjant a Europa per gravar material per al seu cinquè àlbum d'estudi i va ser a l'estiu quan es va estrenar en la nova temporada d'American Got Talent com a jurat, prenent-se un respir en les sessions d'enregistrament.
L'estiu de 2007, Brandy va ser convidada de nou per a la segona temporada però Brandy va reclinar l'oferta dient que no li podria dedicar l'atenció que es mereixia al programa i tal vegada, perquè es trobava immersa en l'enregistrament de l'àlbum.
Va ser a principis de l'estiu de 2008 quan Brandy es va reunir amb el seu col·laborador habitual Rodney Jerkins per gravar alguns temes del nou àlbum i va acabar sent el productor executiu de l'àlbum i produint la majoria dels temes del nou àlbum.

#### 2012-Present
Brandy va anunciar el seu sisè àlbum d'estudi, Two elevin, el primer amb Chameleon Entertainment i RCA Records, després de deixar el seu anterior segell amb Epic Records, poc després de sortir a la venda Human (2008). El títol en principi havia de ser en honor del seu aniversari, però va decidir posar-lo en honor de la seva amiga i ídol Whitney Houston.
Al maig d'aquell any publica "Put it down", que ràpidament va aconseguir els primers llocs en les llistes dels USA, aconseguint el seu 10è top ten i el seu primer top 5 en deu anys. El segon single va ser "Wildest Dreams" va tenir bones crítiques, i en el videoclip, la gent que acompanya a Brandy són part dels seus propis fans, en una invitació al rodatge com a agraïment. L'àlbum en la primera setmana després del seu llançament va vendre més de 65.000 còpies, la qual cosa la va situar ràpidament en el lloc número 4 en el billboard 200 i en el número 1 en el Top Hip-Hop R & B / Àlbums.
A principis de l'any 2012, l'àlbum havia venut al voltant de 180.000 còpies, la qual cosa el va fer caure al lloc 52 en el billboard 200, però les ràdios van posar repetidament les cançons "do you know what you have" i "wish your love away" que ràpidament es van col·locar en els llocs 66 i 65 del Hot billboard top 100. L'àlbum va arribar al número 4 al Regne Unit i al 13 a Corea del Sud entre d'altres.
Del 2012 al 2015 participa en la sèrie "the game" en el paper de "Chardonnay" i en 2015 interpreta a Roxie Hart a Chicago, la seva primera posada en escena després de les bambolines, i va tenir lloances de la crítica. El gener de 2016 s'estrena la seva pròpia telesèrie, ''Zoe ever after'', on interpreta a una dona divorciada, que comença la seva pròpia empresa de cosmètics, en el paper protagonista Brandy com Zoe Moon. El gener de 2016 publica a les xarxes socials un nou single "Beggin And Pleaddin" en una tornada a les seves arrels, trenca motlles amb la nova cançó i alerta als seus fans a estar pendents d'un nou disc basat en ritmes inspirats en el Mississippi dels anys 50.

### Carrera cinematogràfica
La primera vegada que Brandy va aparèixer en la pantalla gran va ser en la famosa pel·lícula Aracnofòbia, interpretant a Brandy Beechwood. El seu debut com a actriu va ser en la sèrie Moesha, que ella mateixa protagonitzava.
Poc després, vindria el llargmetratge I Still Know What You Did Last Summer, on va fer el paper de "Karla Wilson", la millor amiga de la llavors perseguida i amenaçada protagonista, "Julie James", interpretada per Jennifer Love Hewitt.
Ha aparegut, igualment, en sèries famoses com "Sabrina, coses de bruixes" i "House". Era part de la sèrie One on One, en la qual el seu protagonisme és limitat.

## Filmografia

### Pel·lícules
| Pel·lícules | Pel·lícules                                                                  | Pel·lícules      | Pel·lícules     |
| Any         | Títol                                                                        | Personatge       | Notes           |
| ----------- | ---------------------------------------------------------------------------- | ---------------- | --------------- |
| 1990        | Aracnofobia                                                                  | Brandy Beechwood | Paper menor     |
| 1997        | Cinderella                                                                   | Ventafocs        | Telefilm        |
| 1998        | Brandy & Monica: The Boy Is Mine                                             | Brandy           | Curtmetratge    |
| 1998        | Encara sé què vau fer l'estiu passat (I Still Know What You Did Last Summer) | Karla Wilson     | Paper principal |
| 1999        | Double Platinum                                                              | Kayla Harris     | Telefilm        |
| 2001        | Osmosi Jones                                                                 | Leah             | Veu             |
| 2013        | Temptation: Confessions of a Marriage Counselor                              | Melinda          | Paper secundari |
| 2016        | The Perfect Match                                                            | Avatia           | Paper secundari |

### Sèries de televisió
| Sèries de televisió | Sèries de televisió | Sèries de televisió  | Sèries de televisió |
| Any                 | Títol               | Personatge           | Notes               |
| ------------------- | ------------------- | -------------------- | ------------------- |
| 1993 - 1994         | Thea                | Danesha Turrell      | 19 episodis         |
| 1996 - 2001         | Moesha              | Moesha Mitchell      | 127 episodis        |
| 2000                | The Parkers         | Moesha Mitchell      | 1 episodi           |
| 2004                | American Dreams     | Gladys Knight        | 1 episodi           |
| 2006                | One on One          | Michelle McGinty     | 4 episodis          |
| 2011                | 90210               | Marissa Harris-Young | 5 episodis          |
| 2011 - 2012         | Drop Dead Diva      | Elisa Shayne         | 5 episodis          |
| 2012 - 2015         | The Game            | Chardonnay           | 59 episodis         |
| 2014                | The Soul Man        | Rita                 | 1 episodi           |
| 2016 - present      | Zoe Ever After      | Zoe Moon             | 8 episodis          |

## Discografia

### Àlbums
| Any  | Àlbum              | O.S. | O.S. R&B | UK | Certificació de vendes per Internet |
| ---- | ------------------ | ---- | -------- | -- | ----------------------------------- |
| 1994 | Brandy             | 20   | 6        | -  | 4x Platí (US) / 7x Platí            |
| 1998 | Never Say Never    | 2    | 2        | 19 | 5x Platí (US) / 14x Platí           |
| 2002 | Full Moon          | 2    | 1        | 9  | 1x Platí (US) / 2.5xxPlatino        |
| 2004 | Afrodisiac         | 3    | 4        | 32 | Or (US)                             |
| 2005 | The Best of Brandy | 27   | 11       | 24 | -                                   |
| 2008 | Human              | 15   | 5        | -  | -                                   |
| 2012 | Two Elevin         | 3    | 1        | 4  | -                                   |

## Premis Grammy i nominacions
| Any  | Categoria                      | Gènere  | Títol                   | Resultat   |
| ---- | ------------------------------ | ------- | ----------------------- | ---------- |
| 1996 | Millor nou artista             | General | Best New Artist         | Nominada   |
| 1996 | Millor Artista Femenina R&B    | R&B     | "Baby"                  | Nominada   |
| 1997 | Millor Vocalista de Pop        | Pop     | "Missing You"           | Nominada   |
| 1997 | Millor Artista Femenina R&B    | R&B     | "Sittin' Up In My Room" | Nominada   |
| 1997 | Millor Cançó R&B               | R&B     | "Sittin' Up In My Room" | Nominada   |
| 1999 | Millor Actuació per Duo o Grup | R&B     | "The Boy Is Mine"       | Guanyadora |
| 1999 | Millor àlbum R&B               | R&B     | "Never Say Never"       | Nominada   |
| 1999 | Record De l'Any                | General | "The Boy Is Mine"       | Nominada   |
| 1999 | Millor Cançó R&B               | R&B     | "The Boy Is Mine"       | Nominada   |
| 2000 | Millor Vocalista Femenina R&B  | R&B     | "Almost Doesn't Count"  | Nominada   |
| 2003 | Millor Album Contemporani R&B  | R&B     | "Full Moon"             | Nominada   |
| 2005 | Millor Àlbum Contemporani R&B  | R&B     | "Afrodisiac"            | Nominada   |